# Verpa krombholzii
Verpa krombholzii är en svampart som beskrevs av Corda 1828. Verpa krombholzii ingår i släktet Verpa och familjen Morchellaceae.  Utöver nominatformen finns också underarten rufipes.